# Prolapse del cordó umbilical
El prolapse del cordó umbilical és quan el cordó umbilical durant el part surt de l'úter abans de la part presentant del nadó. La preocupació pel prolapse del cordó és que la pressió sobre el cordó comprometrà el flux de sang que arriba al nadó. Generalment es produeix durant el part, però pot ocórrer en qualsevol moment després de la ruptura de membranes.
Els majors factors de risc són una posició anormal del nadó dins de l'úter i un nadó prematur o petit. Altres factors de risc inclouen un embaràs múltiple, més d'un part anterior i massa líquid amniòtic. S'hauria de sospitar el diagnòstic si hi ha una disminució brusca de la freqüència cardíaca del nadó durant el part. Veure o palpar el cordó prolapsat confirma el diagnòstic.
El tractament se centra en el part ràpid, generalment per cesària. Es recomana omplir la bufeta o impulsar el nadó cap al cap de la mare a mà fins que es pugui efectuar. De vegades, les dones se situaran en una posició genupectoral o en la posició de Trendelenburg per ajudar a prevenir una major compressió del cordó. Amb les mesures adequades, la majoria dels casos tenen bons resultats.
El prolapse de cordó umbilical es produeix en aproximadament 1 de cada 500 embarassos. El risc de mort del nadó és aproximadament del 10%. Tot i això, bona part d'aquest risc es deu a anomalies congènites o prematuritat. Es considera una emergència.